# Lord-lieutenant du Gloucestershire
Ceci est une liste de personnes qui ont servi comme Lord Lieutenant du Gloucestershire. Depuis 1694, tous les Lord Lieutenants ont été également Custos Rotulorum of Gloucestershire.
- Edmund Brydges, 2e baron Chandos 1559–?
- Giles Brydges, 3e baron Chandos 17 novembre 1586 – février 1594
- William Brydges, 4e baron Chandos 9 septembre 1595 – 18 novembre 1602
- Henry Berkeley, 7e baron Berkeley 13 août 1603 – 20 novembre 1613
- Grey Brydges, 5e baron Chandos 23 décembre 1613 – 10 août 1621
- William Compton, 1er comte de Northampton 16 mars 1622 – 24 juin 1630
- Spencer Compton, 2e comte de Northampton 17 juillet 1630 – 1642 conjointement avec
- George Brydges, 6e baron Chandos 3 août 1641 – 1642
- William Fiennes, 1er vicomte Saye and Sele 1642 (Parlementaire)
- Interregnum
- Henry Somerset, 1er dDuc de Beaufort 30 juillet 1660 – 1689
- Charles Gerard (1er comte de Macclesfield) 22 mars 1689 – 7 janvier 1694
- Charles Berkeley 1er comte de Berkeley 25 mai 1694 – 24 septembre 1710
- James Berkeley, 3e comte de Berkeley 30 novembre 1710 – 1712
- Henry Somerset, 2e duc de Beaufort 6 mars 1712 – 24 mai 1714
- James Berkeley, 3e comte de Berkeley 21 octobre 1714 – 17 août 1736
- Augustus Berkeley, 4e comte de Berkeley 21 avril 1737 – 9 janvier 1755
- Matthew Ducie Moreton, 2e baron Ducie 19 février 1755 – 1758[1]
- John Howe, 2e baron Chedworth 13 novembre 1758 – 9 mai 1762[2]
- Norborne Berkeley, 4e baron Botetourt 4 juin 1762 – 1766
- Frederick Augustus Berkeley, 5e comte de Berkeley 5 juillet 1766 – 8 août 1810
- Henry Somerset, 6e duc de Beaufort 15 septembre 1810 – 2 décembre 1835
- William Berkeley, 1er comte FitzHardinge 18 décembre 1835 – 10 octobre 1857 (crée comte FitzHardinge en 1841)
- Henry Reynolds-Moreton, 3e comte de Ducie 13 novembre 1857 – 1911†
- William Lygon, 7e comte Beauchamp 17 juillet 1911 – 1931†
- Henry Somerset (10e duc de Beaufort) 6 novembre 1931 – 5 février 1984†
- Martin Gibbs 1984–1992
- Sir Henry Elwes 17 février 1992 – 24 octobre 2010[3]
- Dame Janet Trotter 25 octobre 2010 - 29 octobre 2018
- Edward Gillespie 29 octobre 2018[4] -

† Lord Lieutenant du comté de Gloucester, et de la City et du comté de la City de Gloucester, et de la City et du County de la City de Bristol.